# ナゴヤイノベーターズガレージ
ナゴヤイノベーターズガレージ（英：NAGOYA INNOVATOR'S GARAGE）は、愛知県名古屋市中区三丁目のナディアパーク内にあるイノベーション拠点。略称は「ガレージ」、「イノベーターズガレージ」。
2019年（令和元年）に、名古屋市と一般社団法人中部経済連合会によって設立された。
中部経済圏の更なる発展と企業の新たな価値の創出を促進のために異業種交流からイノベーションを誘発し、加速させることを目的としている。

## 概要
フリーアドレスの会員制コワーキングスペースのほか、イベント会場としても利用されている。ナゴヤイノベーターズガレージ主催のイノベーションに関するプログラム（新規事業創出ワークショップやDXセミナー、異分野・異業種交流イベント、スタートアップピッチ、教養講座、演奏会、アート鑑賞会）など、館内では連日イベントが開催されている。
2022年7月、利用者やイベントの増加にともない、660平米で手狭となったため、名古屋市支援のもと3階に330平米拡張を実施した。

## 事業内容

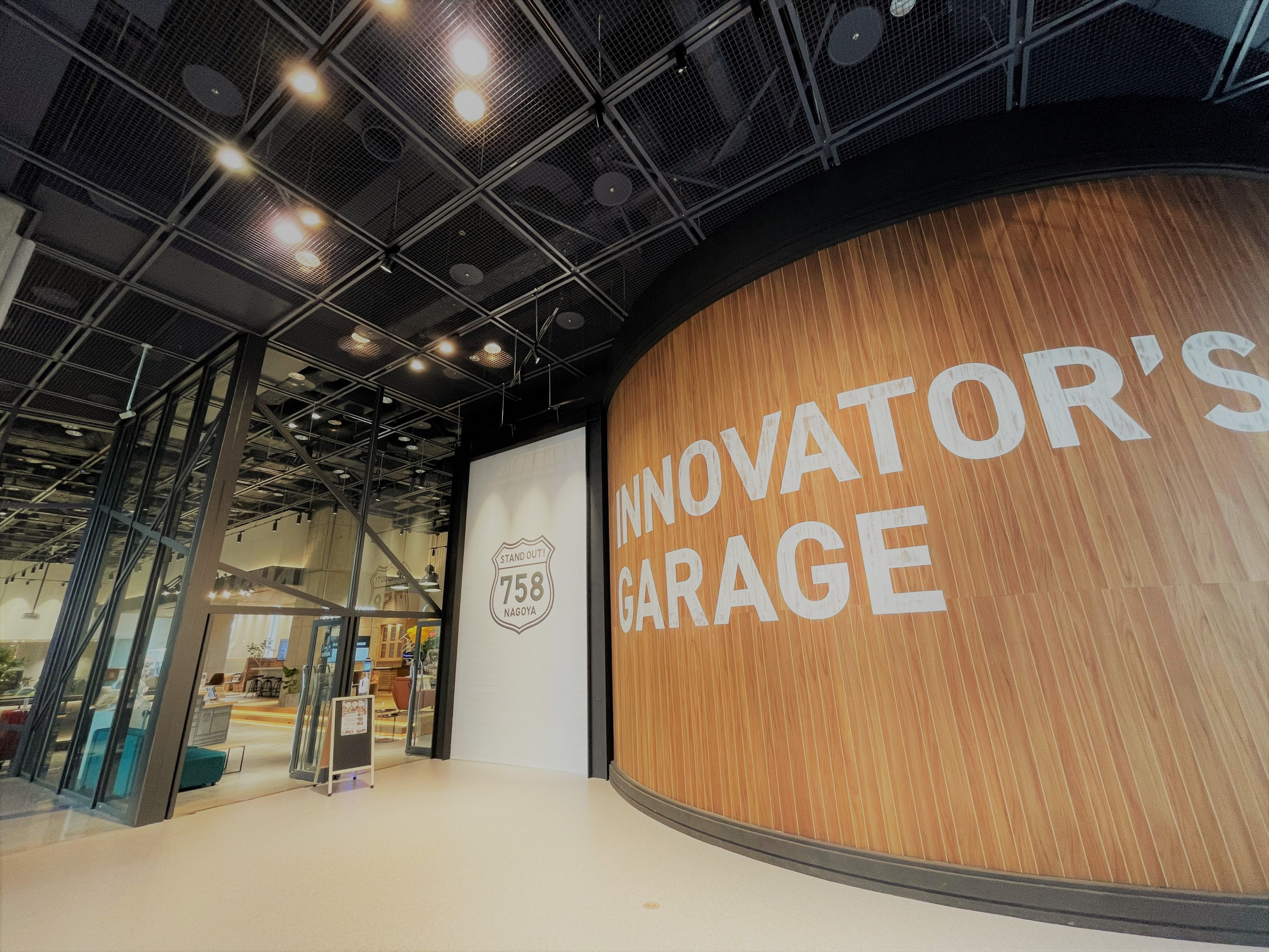
ナディアパーク 4階 の大きな柱が目印

ナゴヤイノベーターズガレージの事業は次のとおりである。
- 会員制コワーキングスペースの運営
- プログラム企画・運営

## 運営コンセプト
産学官金連携
『ナゴヤイノベーターズガレージ』は共創拠点として、産業界、大学、行政出身のメンバーにより企画・運営され、組織内外の様々なネットワークや知識・資源・資産を統合した中部圏イノベーションエコシステムを経済成長と地方創生を軸に形成している。産官学出身のメンバーが実務や経営に携わることで、他の地域との繋がりやグローバルな視点を活かしながらスピード感を持って組織内外の変革を実践する。
中部圏特有のイノベーション支援
既存企業の変容でGDPを挙げることに重きを置き、「新規事業開発」と「既存事業の画期的な改革｣を注力領域としている。他の地域では、スタートアップ支援を中心にしているが、ナゴヤイノベーターズガレージは包括的なイノベーション支援に力を入れている。【１】既存企業を活性化【２】新規事業の活性化【３】事業承継の活性化（後継者）の同時達成を軸にしている。
中部圏の2050年ビジョン
ものづくり基盤と革新的デジタル技術の融合②人・もの・情報の対流・交流を創出し、世界から人を惹きつけ、投資を呼び込む地域３広域での連携・つながり強化で持続的に発展する地域という中部圏独自の価値観を大切にしている。

## デザインコンセプト

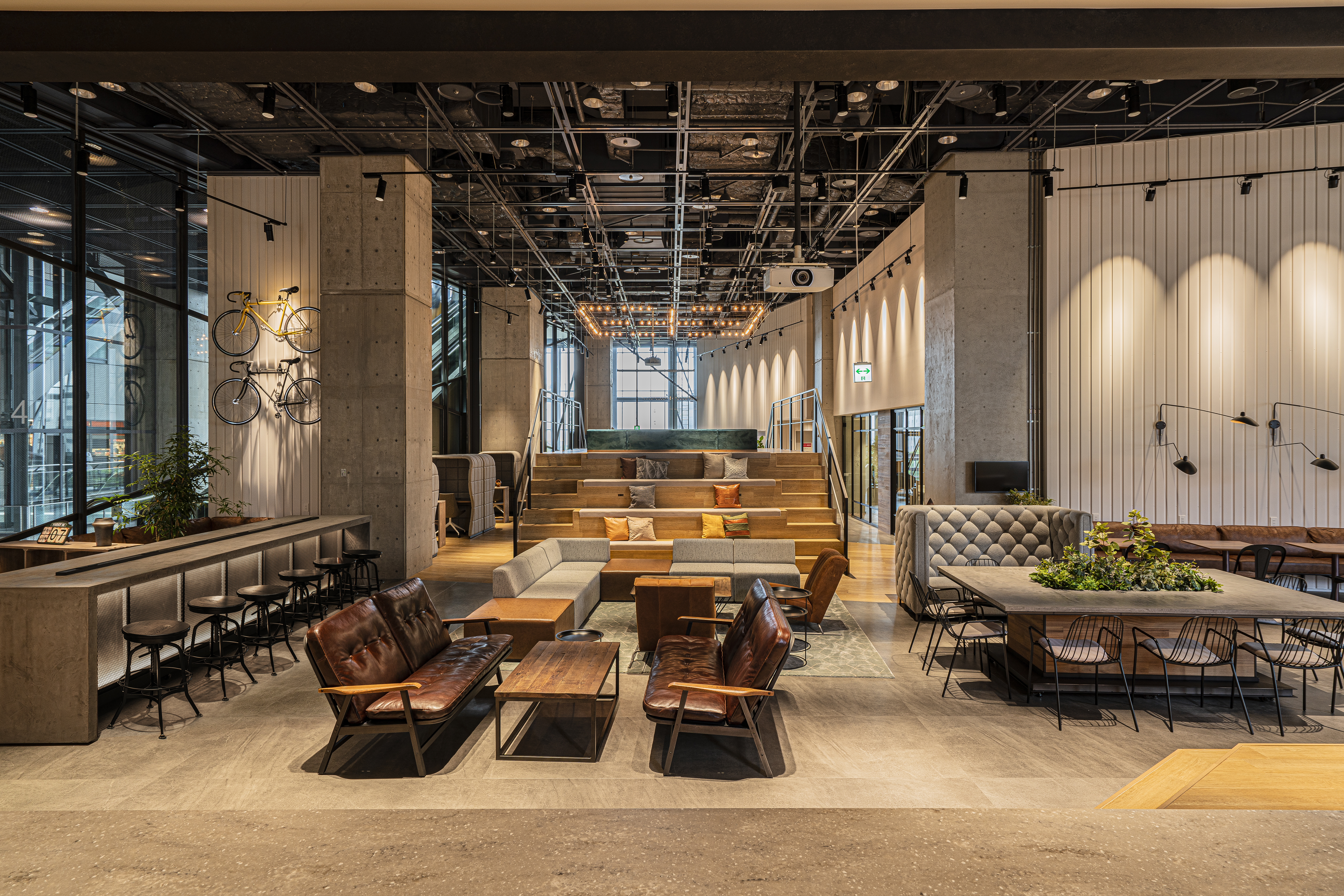
Nagoya Innovator's Garage

「傑出する・際立つ」という意味を持つ「STAND OUT」をキーワードに、イノベーションを起こす尖った人材や突出したアイデアが育まれやすい環境づくりを目指した。イノベーターたちがここから世界を変え、行動し、世界中の人たちが意見交換できる場所にするため世界各国から学び、デザインを考えた。イノベーションプレイスとして、東京を超える斬新なデザインとして、設計にはビルダーズ（代表取締役 安田耕司）、ドラフト（英: DRAFT Inc./代表 山下泰樹）などが携わった。
また、イミテーションではない本物の「芸術」を導入し、愛知県立芸術大学の卒業生による様々な作品が展示されている。『ナゴヤイノベーターズガレージ賞』と題して、選出された作品が毎年入れ替えている。世界通用する多様な個性を持つ芸術家のアート空間に取り入れることでアート思考を用いたアイデアの創出における創造性を高める仕掛けである。また、『NAGOYA INNOVATOR’S GARAGE ANNEX』には愛知県立芸術大学の教員による作品も展示されている。

## 利用案内
開館時間
- 平日（月～金）・祝日：9:30 - 21:30 (入場21:00まで)
- 土曜日：10:00 - 17:00 (入場16:30まで)

休館日
- 日曜日・ガレージの定める日(ゴールデンウィーク、お盆、年末年始）

## 施設
施設は2つのフロアで構成されている。会員のみが利用可能だが、会員との同時利用（ゲスト入場）や一般向けプログラムへの参加の場合に限り、非会員でも利用できる。会員は個人会員と法人会員との2種類がある。

### ４階 NAGOYA INNOVATOR’S GARAGE（本館）
大型スクリーンとプロジェクターがあり、イベント開催やオンライン配信も可能。
| ４F | コワーキング/イベントスペース  | コワーキング/イベントスペース                                      |
| --- | ------------------------------ | ------------------------------------------------------------------ |
| １  | Collaboration Area (East/West) | 150名規模セミナーやピッチなどを開催可能                            |
| ２  | Tired Seating                  | ワークやミーティングなど多用途に利用できる大階段                   |
| ３  | Presentation Area              | 50名規模のイベントが開催できるエリア。異業種交流、出会いと議論の場 |
| ４  | Reception Area                 | エントランスとなる受付・待ち合わせエリア                           |
| ５  | Meeting Area                   | ミーティングやグループワークなど多用途に利用できる                 |
| ６  | Focus Area                     | 音と視線を柔らかく遮り、集中力を持続させる個別の集中ブース         |
| ７  | Open Kitchen                   | 飲み物を片手にリフレッシュできるカフェスペース                     |

### 3階 NAGOYA INNOVATOR’S GARAGE Annex（別館）
大型のデジタル窓や実証実験スペースなどがあり、スタートアップや投資家、企業人などが集う会員間交流イベントが毎月開催される。
| ３F | 新規ビジネスの創出のための実践スペース | 新規ビジネスの創出のための実践スペース                               |
| --- | -------------------------------------- | -------------------------------------------------------------------- |
| １  | Chat Zone                              | 仕事はじめ、終わりにリラックスできるエリア                           |
| ２  | Co-Creation Zone                       | 仲間と本格的な共創を実践し、イノベーションを創出する場               |
| ３  | Mentoring Zone                         | スタートアップや企業の新規事業開発担当者のためのメンタリングスペース |

## イベントプログラム
子どもから大人まで全国どこからでも参加できる
- フューチャーコンパス講演会:世界で活躍するプロフェッショナルによる講演

- 大人の学びなおし:大学教員によるリベラル・アーツ講座。全10回のリカレント教育プログラム
- ビヨンド・ザ・ボーダー:異業種共創ワークショップ。企業若手人材のためのアントレプレナー教育プログラム
- CENT Pitch:中部に進出したいシード〜アーリー期のスタートアップ企業のためのピッチイベント
- Music in the Garage:クラシックやJazzなど演奏家による音楽コンサート。
- キッズ＆ジュニアプログラム:デジタル技術や社会の仕組みを楽しく学ぶ小中学生向け体験講座
- Z世代ナゴヤ未來会議：デジタルネイティブのZ世代と世界と日本の未来を考える座談会
- 未来創造プログラム：環境やデジタル、モビリティなど中部圏企業の未来洞察を刺激する分野のパネルディスカッション
- Meet up chubu：中部経済産業局との連携イベント。共同研究や新事業展開に向けた連携パートナー探索のプラットフォーム

## アクセス
- 名古屋市営地下鉄名城線 「矢場町駅」下車　6番出口より徒歩5分
- 名古屋市営地下鉄東山線「栄駅」下車　サカエチカ7番出口より徒歩7分

## 創設までの流れ
中部圏の課題認識
中部圏（愛知県、岐阜県、三重県、長野県、静岡県）の産業はこれまでものづくりを中心に健闘してきたが、デジタル社会への移行と自動車産業での100年に一度の構造変化に際して、中長期的にGDPが大きく変化する可能性があった。中部圏のイノベーションを促進するための制度や環境（中部圏のイノベーションシステム）には、少なくとも６つの課題があった。（（ⅰ）危機感が薄い、（ⅱ）気づき・共創のための交流・対流機能が不足している、（ⅲ）IT関連事業者やベンチャー企業の集積が薄い、（ⅳ）新規事業開発のプロセスを実際にやってみる場、小さく失敗できる 場が不足している（ⅴ）新規事業開発や新しいタイプのITに長けた人材が不足しており、企業や地域での人材育成機能も弱い、（ⅵ）支援機関相互の連携が不足しており、仕組み全体としての推進力が弱い）2013年から2016年にかけて、産学官で課題の抽出が行われた。

イノベーション促進に向けた産学官の議論
2016年当時、東京は2004年、大阪は2010年、福岡は2015年頃からイノベーション創出のエコシステムがあったが名古屋には無かった。そこで、中部5県の知事と名古屋市長、国の主な地方機関の局長、主な大学の学長および一般社団法人中部経済連合会の正・副会長を構成メンバーとする中部経産業振興協議会で2016年頃から中部圏のイノベーションを触発し続ける仕組みについての議論が始まり、中部圏の人のマインドセット（無意識の思考・行動パターン、社会・文化的な固定観念や思い込みなど）を変えるプログラムを作りが始まった。

先行プログラム開始
2018年、プログラム第1弾として人材育成プログラム「ビヨンド・ザ・ボーダー」を開始。スタートアップを推進する人づくり・組織作りを既存企業からスタート。

ナゴヤイノベーターズガレージ開設

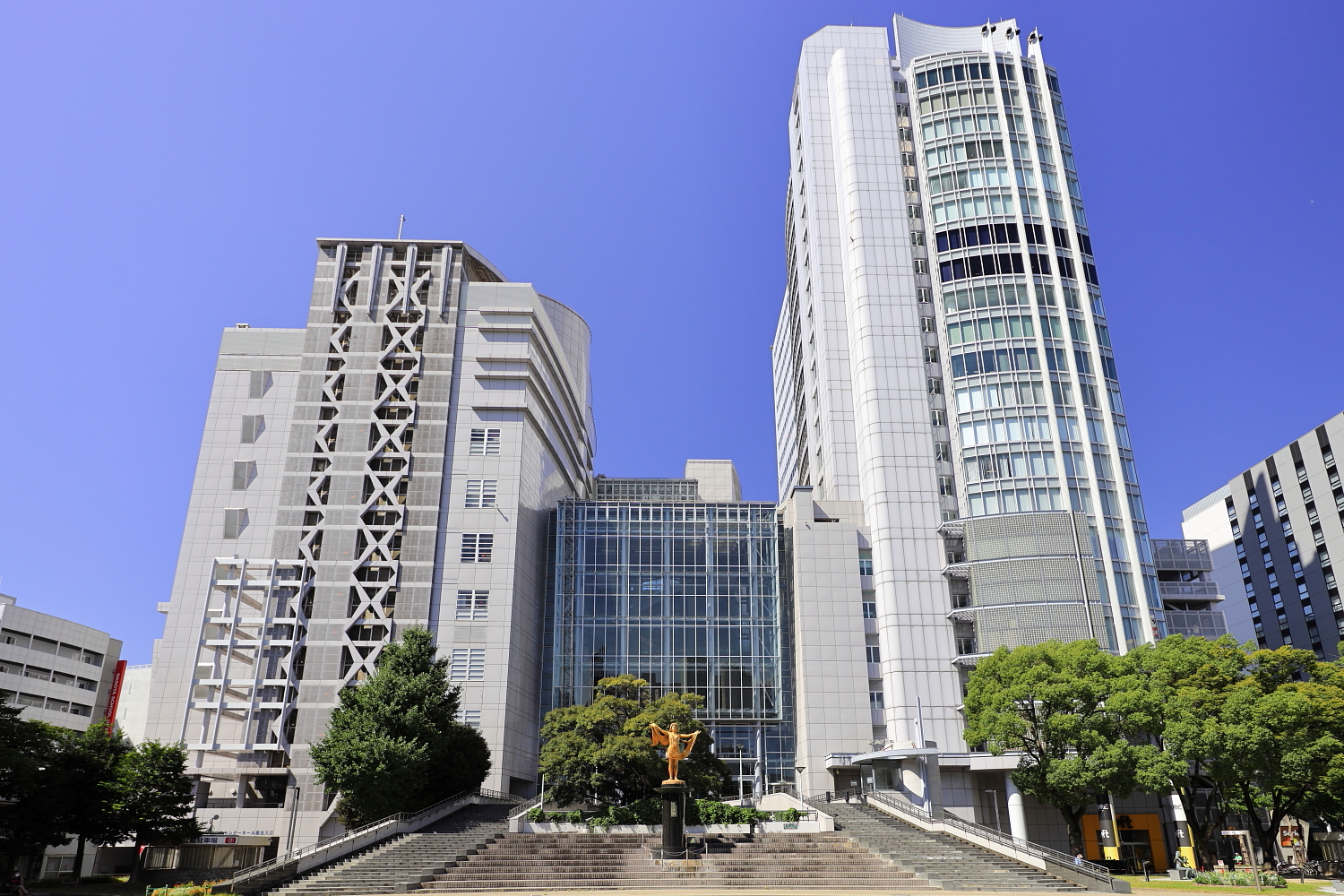

2019年、豊田鐵郎 (一社)中部経済連合会会長（当時）により、起業や新規事業開発、社内で既存事業の画期的な改革を志す人に向けて新拠点「ナゴヤイノベーターズガレージ」の2019年設立が決定。[4]　名古屋市との2年間の協議により、場所は名古屋栄の一等地にある複合総合商業施設「ナディアパーク」に決定した。

## 運営団体
一般社団法人中部圏イノベーション推進機構はイノベーション拠点「NAGOYA INNOVATOR’S GARAGE」の運営法人として、2019年5月に発足。オープンイノベーションを推進している。事業内容は「NAGOYA INNOVATOR’S GARAGE」の運営、プログラム活動の実行および管理。発足時の役員体制は、水野明久  (一社)中部経済連合会会長、 副会長　竹中裕紀  (一社)中部経済連合会副会長、中田英雄  名古屋市副市長である。中部5県の知事と名古屋市長、国の主な地方機関の局長、主な大学の学長および一般社団法人中部経済連合会の正・副会長を構成メンバーとする中部経産業振興協議会で2016年ごろから中部圏のイノベーションを触発し続ける仕組みについての議論が行われていた。名古屋市と2年間の協議により、起業や新規事業開発、社内で既存事業の画期的な改革を志す人に向けて新拠点を2018年の夏頃に設立することとなった。
また、名古屋市及び一般社団法人中部圏イノベーション推進機構の共同事業として、「STARTUP GUIDE NAGOYA（スタートアップガイド ナゴヤ）」を2021年（令和3年）3月に発行。名古屋地域のスタートアップ・エコシステムを取り巻く環境やパイオニア精神を持ったスタートアップ企業や大企業、スタートアップ支援プログラム等について紹介している。また、3月26日の発行記念イベントでは河村たかし名古屋市長、中部経済連合会会長や中部地方のスタートアップの登壇のほか、愛知県を拠点に活躍するバーチャルYouTuber キミノミヤが司会を務めた。

## 年表
- 2013年（平成25年）10月 - 中部産業振興協議会にて、イノベーション促進に向けた産学官の取り組み・広域連携のあり方を協議
- 2016年（平成28年）5月  -「イノベーション研究会」が発足
- 2016年（平成28年）10月 - 中部産業振興協議会にて、ものづくり中部におけるイノベーション力を強化していくための産学官連携のあり方を協議
- 2017年（平成28年）5月 – 中部経済連合会「イノベーション委員会」が発足。会員企業・中部圏の大学や支援機関などへのヒアリング調査を開始[11]
- 2018年（平成29年）5月 ‐ 人材育成プログラム「ビヨンド・ザ・ボーダー」の募集開始
- 2019年（平成30年）3月 - 中部経済連合会イノベーション委員会においてイノベーターズガレージの創設を承認。
- 2019年（令和元年）5月 - 運営団体である一般社団法人中部圏イノベーション推進機構が発足
- 2019年（令和元年）5月 - 運営団体である「（一社）中部圏イノベーション推進機構」が発足
- 2019年（令和元年）7月 - 「NAGOYA INNOVATOR'S GARAGE（ナゴヤイノベーターズガレージ）」がナディアパーク４階にオープン
- 2021年（令和２年）7月 - 母団体である一般社団法人中部経済連合会、名古屋大学、愛知県、名古屋市、浜松市等で、「Central Japan Startup Ecosystem Consortium」を組成。スタートアップ・エコシステムの形成を進め、愛知・名古屋及び浜松地域がスタートアップ・エコシステム「グローバル拠点都市」として内閣府から選定
- 2021年（令和３年）３月 -「STARTUP GUIDE NAGOYA(スタートアップガイド ナゴヤ)」を発行[12]
- 2021年（令和３年）12月 - 利用者延べ30000人を達成
- 2022年（令和４年）７月 - フロアを拡張し、「NAGOYA INNOVATOR'S GARAGE Annex[13]（ナゴヤイノベーターズガレージ アネックス）」をナディアパーク３階にオープン